# Petr Švehla
Petr Švehla (Hodonín, 1 de abril de 1972) es un deportista checo que compitió en lucha grecorromana. Ganó una medalla de bronce en el Campeonato Mundial de Lucha de 2005 y dos medallas en el Campeonato Europeo de Lucha, oro en 2001 y bronce en 2004.

## Palmarés internacional
| Campeonato Mundial | Campeonato Mundial | Campeonato Mundial | Campeonato Mundial |
| Año                | Lugar              | Medalla            | Categoría          |
| ------------------ | ------------------ | ------------------ | ------------------ |
| 2005               | Budapest (Hungría) | Medalla de bronce  | 60 kg              |
| Campeonato Europeo |                    |                    |                    |
| Año                | Lugar              | Medalla            | Categoría          |
| 2001               | Estambul (Turquía) | Medalla de oro     | 58 kg              |
| 2004               | Haparanda (Suecia) | Medalla de bronce  | 55 kg              |